# ГЕС Нілу-Песанья
ГЕС Нілу-Песанья (порт. Nilo Peçanha) — гідроелектростанція в Бразилії у штаті Ріо-де-Жанейро. Використовує ресурс, відібраний із річки Параїба-ду-Сул, яка, відділена від Атлантики прибережним хребтом, тривалий час тече у північно-східному напрямку, минає Ріо-де Жанейро та впадає в океан за 250 км далі на схід від останнього міста.
Забір води для деривації організували між ГЕС Фуніл та ГЕС Simplício/Anta. Тут звели греблю Santa Cecilia висотою 10 метрів та довжиною 176 метрів, котра утримує водосховище об'ємом 3 млн м3. Розташована на його південному березі насосна станція Santa Cecilia із чотирьох агрегатів потужністю по 8 МВт забезпечує підйом на 15,5 метра ресурсу в обсязі 162 м3/с. Спершу він подається до тунелю довжиною 3,3 км, за яким слідує канал довжиною 3,5 км, котрий завершується у створеному на річці Піраї (права притока Параїби-ду-Сул) водосховищі Сантана. Останнє має об'єм 4,35 млн м3 та утримується греблею висотою 14 метрів і довжиною 129 метрів.
На південному березі сховища Сантана існує насосна станція Вігоріо, котра обладнана чотирма агрегатами потужністю по 22 МВт, здатними перекачувати на висоту 35 метрів по 189 м3 води на секунду. Вона надходить до ще одного сховища Вігаріо, створеного на правій притоці Піраї за допомогою греблі висотою 47 метрів та довжиною 180 метрів. При об'ємі у 6,1 млн м3 та припустимому коливанні рівня між позначками 396 та 399 метрів НРМ, воно простягається на понад 6 км у південному напрямку практично до самого водорозділу між долинами Піраї та річки Гуанду (впадає в затоку Атлантичного океану на захід від Ріо-де-Жанейро).
Зі сховища Вігаріо починається тунель довжиною 0,7 км, який переходить у похилу напірну шахту довжиною 0,5 км та діаметром 6,1 метра до розташованого в долині Гуанду підземного машинного залу. Останній обладнаний шістьма турбінами типу Пелтон загальною потужністю 380 МВт, що працюють при напорі у 312 метрів. Відпрацьована вода потрапляє до Гуанду через відвідний тунель довжиною 0,35 км.
Окрім виробництва електроенергії, деривація з Параїби-ду-Сул відіграє важливу роль для водопостачання Ріо-де-Жанейро. Також можна відзначити, що поряд з машзалом станції Nilo Peçanha працює ГЕС Фонтес-Нова, котра використовує іншу схему деривації зі сточища Параїби-ду-Сул, а відпрацьована вода потрапляє далі на розташовану нижче по Гуанду ГЕС Перейра-Пассос.